# Städtisches Gymnasium Löhne
Das Städtische Gymnasium Löhne (kurz: SGL) ist ein Gymnasium in der nordrhein-westfälischen Mittelstadt Löhne. Schulträger ist die Stadt Löhne.

## Geschichte
Die Schule wurde 1966 gegründet und war sieben Jahre lang provisorisch in verschiedenen Gebäuden untergebracht, bevor das heutige Schulgebäude am 9. März 1973 offiziell eingeweiht wurde. 
Der erste Schulleiter war Hans Seiffert, der später durch Otto Droste ersetzt wurde. Im Jahre 1996 folgte ihm Jürgen Bollmann. Nachdem Bollmann 2011 in Rente gegangen war, wurde Uwe Bastemeyer kommissarischer Schulleiter, danach wurde Anja Backheuer zunächst ebenfalls kommissarisch, später dann offiziell Schulleiterin.
Das Städtische Gymnasium Löhne ist seit September 2019 eine Schule ohne Rassismus – Schule mit Courage. Im Unterricht werden im Zuge der Digitalisierung IPads verwendet.

## Kontroverse um sexuelle Übergriffe
Im Jahr 2021 hatten mehrere ehemalige und aktive Schülerinnen öffentlich gemacht, von einem ehemaligen Sportlehrer sexuell missbraucht worden zu sein.

## Bekannte Absolventen
- Bernd Poggemöller (* 1966), deutscher Politiker (SPD), Bürgermeister von Löhne[10]
- Matthias Löwe (* 1964),  Mathematiker und Schriftsteller[10]
- Tim Ostermann (* 1979), Jurist und Politiker (CDU)[11]